# Franglais

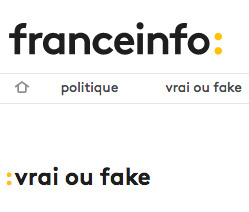
Titre d’un article de France Info paru le 26 aout 2021.

Le franglais, mot-valise formé des mots « français » et « anglais », est non pas une langue à part entière mais une langue française fortement anglicisée du fait de l'emprunt d'un ensemble de termes lexicaux et de tournures syntaxiques. 
Le franglais est fréquemment évoqué comme repoussoir par les tenants de la « pureté » de la langue française, contre ce qu’ils considèrent être une invasion des anglicismes.

## Historique
Selon Maria Teresa Zanola, le terme « franglais » est créé en 1955 par le journaliste André Rigaud dans le Quotidien de Buenos Aires pour désigner une personne qui utilise de nombreux mots anglais en français.
Il est utilisé dans son sens actuel pour la première fois par Maurice Rat dans un de ses « Potins de la grammaire », paru dans France-Soir le 26 septembre 1959, sous le titre « Français ou franglais ? ». Ce grammairien définit le franglais comme étant « ce français émaillé de vocables britanniques, que la mode actuelle nous impose ».
Son emploi s'est répandu à la suite du succès en 1964 du livre Parlez-vous franglais ? de René Étiemble et de ses rééditions en 1973, 1984 et 1991. Celui-ci, selon Philip Thody, définit les mots de franglais comme étant des anglicismes et des américanismes qui restent reconnaissables au premier coup d'œil et dont l'origine est à coup sûr étrangère.
Depuis cette date, de nouveaux termes de franglais sont apparus : le Dictionnaire franglais-français d'André Gilder en recense, en 1999, plus de 8 000, dont il donne des équivalents en français.

## Constructions similaires dans d'autres langues
D'autres langues connaissent des constructions similaires comme l'allemand avec le denglisch, l'espagnol avec le spanglish, etc..